# Janusz Lewandowski
Janusz Antoni Lewandowski (pronunciación en polaco [ˈjanuʂ lɛvanˈdɔfskʲi]),(Lublin, 13 de junio de 1951 es un economista y político polaco, entre 2010 y 2014 comisario europeo de Programación Financiera y Presupuestos.

## Biografía
Fue nombrado ministro de la Transformación de la Propiedad de enero a diciembre de 1991 en el gobierno de Jan Krzysztof Bielecki y ocupó el mismo puesto entre julio de 1992 y octubre de 1993 en el gobierno de Hanna Suchocka. El 27 de noviembre de 2009, se convirtió en comisario de Programación Financiera y Presupuestos en la Comisión Barroso II como miembro del Partido Popular Europeo.